# Lori Lewis
Pour les articles homonymes, voir Lewis.
Lori Lewis est une cantatrice (soprano) américaine née le 27 décembre 1984 dans le Minnesota, plus connue pour avoir participé aux nombreuses tournées du groupe de metal symphonique suédois Therion.
En plus d'être la chanteuse de Therion, Lewis fut aussi la chanteuse principale de Aesma Daeva, un groupe ayant fait une tournée avec Therion aux USA et au Canada en 2005.En octobre 2007, Lewis chante pour deux groupes à la fois. 
Le 11 septembre 2011, Christofer Johnsson, leader de Therion, annonce que Lewis a été nommée membre permanente dans le groupe, devenant la première femme à avoir eu un statut permanent dans l'histoire de Therion.

## L'abandon de Therion
Le 10 mai 2014, Therion annonce que la soprano ne chantera plus avec le groupe. Elle terminera juste un album déjà commencé. Beaucoup de questions se posent à propos de son départ, qui n'est toujours pas expliqué. Le 31 mai, elle chante son dernier concert avec le groupe, à Mexico.

## Influences
Inspirée par son grand-père organiste, Lewis rentre dès sa naissance dans le monde de la musique. Elle devient vite célèbre dans le monde de l'Opéra grâce à ses étonnantes capacités vocales, mais se dirige plus tard vers le metal. Dans ce monde, elle est plus connu pour avoir travaillé avec les américains d'Aesma Daeva,les britanniques d'Imperial Vengeance, et les suédois de Therion.

## Discographie

### Aesma Daeva
- 2007 - Dawn of the New Athens (Scarecrow, Irond Records)
- 2008 - The Thalassa Mixes
- 2009 - Here Lies One Whose Name Was Written in Water

### Therion
- 2007 -  Adulruna Rediviva And Beyond (live)
- 2008 - Live Gothic (live)
- 2009 - The Miskolc Experience (live)
- 2010 - Sitra Ahra - (Nuclear Blast Records)
- 2012 - Les Fleurs du Mal
- 2015 - Garden Of Evils

### Imperial Vengeance
- 2011 - Black Heart of Empire